# Motocròs del Fang
El Motocròs del Fang va ser una competició de motocròs que es disputà anualment durant la dècada de 1950 pels voltants de Vic, Osona. La prova, organitzada pel Moto Club Vic, fou una de les primeres d'aquesta disciplina a disputar-se a la península Ibèrica, tot i que en realitat tenia poc a veure amb allò que hom coneix actualment com a motocròs. El seu nom oficial era Motocròs de Nadal pel fet de disputar-se pels volts de nadal, normalment coincidint amb la diada de Sant Esteve, però ben aviat fou conegut popularment com a la Prova del Fang i, especialment, el Motocròs del Fang degut a l'abundància d'aquest element al llarg del circuit que havien de recórrer els participants, provocant sovint que alguns d'ells hi quedessin encallats (durant la seva història la cursa fou coneguda també com a Prova de Nadal, Premi de Nadal o Motocròs de Vic).
Instaurat el 1953, el Motocròs del Fang formava part del grup de curses més antigues i prestigioses del calendari català d'aquesta modalitat al costat del Motocròs de Nadal de Granollers, el Motocròs de Muntanya de Manresa i el Motocròs de Martorelles. Totes elles varen sorgir després que la Penya Motorista Barcelona hagués estrenat el Motocròs de Vallvidrera l'any 1952, i la que més popularitat va assolir fou justament la cursa de Vic.

## Història

### Antecedents: Velocitat per muntanya
A començaments de la dècada de 1950, quan el motocròs ja gaudia de popularitat a diversos països europeus però era pràcticament desconegut a la península Ibèrica, es començaren a organitzar a Catalunya una mena de curses que s'anunciaven com a «proves de velocitat per muntanya» (sovint també anomenades "curses de velocitat en circuits de muntanya" i, anys més tard, qualificades de «semi motocròs»), disputades en circuits de més de 10 km de longitud i amb un terreny menys accidentat que a les curses de motocròs actuals.
Una de les primeres proves amb aquestes característiques fou l'anomenat Moto Cross de Vallvidrera, celebrat el 2 de març de 1952 i anunciat en el seu moment com a «cursa de cross motociclista emparentada amb els trials britànics» (també com a «excursió de regularitat en circuit de muntanya»). La iniciativa sorgí arran de la participació d'uns membres del Reial Moto Club de Catalunya als Sis Dies Internacionals de Trial de Varese de 1951 i, per tant, el motocròs de Vallvidrera tenia molt més en comú amb un ral·li de regularitat (l'antecedent de l'actual enduro) que no pas amb una cursa de motocròs: els participants, sortint d'un en un, havien de recórrer dues vegades un itinerari fora d'asfalt que anava de Vallvidrera a la carretera de La Rabassada passant per La Floresta i Les Planes, tot rebent penalitzacions horàries tal com passa al Scott Trial anglès. El guanyador fou Joan Bertrand amb una Montesa Brío.

### 1953: Motocròs Social de Vic
Seguint l'exemple de Vallvidrera el Moto Club Vic, presidit per Joaquim Mata i Terré, organitzà el 26 de desembre de 1953 un Motocròs social per als seus afiliats que fou seguit per un públic nombrós des del Castell d'en Planes. El guanyador fou Josep Maria Oñós amb una Montesa, marca que hi presentà nombroses motocicletes preparades pel seu conegut representant a la zona, Portús. Fou una prova amb un plantejament similar a la de Vallvidrera però més espectacular pel seu recorregut (clafert d'obstacles com ara grans pedres, guals, costeres, revolts i baixades de gran desnivell) i especialment pel terreny, glaçat o en fase de desglaç en la seva major part i cobert d'un tou de fang que ho anegava tot i encallava les rodes de les motocicletes, obligant els pilots a desmuntar-ne el parafang anterior per a poder seguir avançant.

### 1954: Consolidació de la cursa
L'èxit de la cursa va fer que tingués continuïtat i el Moto Club Vic la tornà a convocar l'any següent, 1954, en aquesta ocasió ja amb el nom de Premi de Nadal i convidant-hi a altres clubs i a pilots de renom com ara Joan Vidal, Josep Romeu, Juan Elizalde, Oriol Puig Bultó i Conrad Cadirat. D'ençà d'aleshores el Motocròs del Fang, com se'l coneixia popularment, esdevingué una clàssica del calendari i se celebrà anualment amb gran èxit, fins que l'evolució del motocròs a Catalunya, que s'acostà cada cop més a allò que és actualment (curses en grup dins un circuit tancat) anà fent caure la cursa en l'oblit. La darrera edició que se n'ha pogut documentar fou la de 1959, justament l'any en què la RFME organitzà el primer Campionat d'Espanya de motocròs, un campionat que adoptà la normativa de la FIM: circuits adients, curses a dues mànegues amb tots els pilots corrent junts a la pista, etc. Tot i que el Moto Club Vic volia que la seva prova puntués per a aquest campionat i per al de Catalunya, finalment tot apunta que no ho va aconseguir.
Una de les notes característiques d'aquesta prova era l'esperada participació any rere any de dos pilots rossellonesos, Delfí Coll i Robert Marí, tots dos experts pilots de motocròs gràcies al fet que aquesta disciplina era molt més popular aleshores a la Catalunya Nord que no pas a la resta del país, on tot just començava. A banda de la seva superioritat tècnica, els nord-catalans disposaven de motocicletes molt més aptes per a la pràctica d'aquest esport (Coll duia una Jawa i, Marí, una Royal Enfield de gran cilindrada) que no pas les Montesa, OSSA, Derbi, Moto Guzzi i altres de l'època, aleshores encara gens especialitzades.

## Característiques
El Motocròs del Fang era molt similar a una etapa d'un ral·li d'enduro actual (aleshores conegut com a regularitat i disputat encara sobre carreters asfaltades), ja que l'objectiu de la cursa era recórrer una quantitat determinada de quilòmetres a una velocitat prefixada. Els pilots sortien d'un en un a intervals d'un minut i havien de completar el recorregut tot acostant-se com més millor a la mitjana de velocitat establerta; el guanyador era qui més s'hi hagués acostat, sense superar-la. Normalment, la mitjana de velocitat establerta era de 55 km/h.
La distància a recórrer, vorejant els 20 km, fou sovint quantificada exactament en 18,900 km (tot i que en alguna edició, com ara la de 1956, en varen ser només 12,100). A la darrera edició coneguda de la cursa, la de 1959, el recorregut fou lleugerament escurçat i quedà en 17,200 km (d'altra banda, en aquella ocasió la data fou endarrerida un dia fins al 27 de desembre, per tal d'atreure-hi molta gent que no hi anava abans en coincidir amb Sant Esteve, i la meta de sortida i arribada se situà al Parc Balmes de Vic).
La sortida del primer corredor s'acostumava a programar a dos quarts d'onze del matí, gairebé sempre des del Castell d'en Planes. Pel que fa als resultats finals, a banda de la classificació absoluta se n'establien de separades pel tipus de motocicleta o per la seva cilindrada (de vegades es diferenciava entre velomotors i motocicletes, d'altres entre motocicletes fins a 125 cc i superiors a 125 cc, o de fins a 100 cc i superiors a 100 cc). Entre les petites cilindrades acostumava a destacar-hi José Sánchez amb la seva Moto Guzzi.
A la zona del Castell d'en Planes, plena de públic, s'hi instal·lava el parc tancat dels corredors i els diversos serveis de l'organització com ara cronometratge, centre de premsa i avituallament. La marca de begudes Coca-Cola hi feia un gran desplegament publicitari, amb furgonetes dotades d'altaveus des d'on es difonien les instruccions dels comissaris de cursa, així com una selecció musical per a amenitzar l'estona. Cal dir que Coca-Cola havia començat a produir a Catalunya tot just el 1953 i en aquella època mirava de llançar el seu producte tot aprofitant esdeveniments massius com aquest. Sovint, la marca cedia els trofeus de la prova i col·laborava en l'organització, enviant-hi el seu delegat comercial a Granollers, de cognom Clotet.

### Recorregut
Pel que fa al recorregut, tot i que d'edició en edició podia patir lleus variacions, era sempre similar: sortint del Castell d'en Planes s'agafaven camins i corriols propers i es passava a gual el riu Mèder per dos indrets diferents, en un dels quals calia recórrer un llarg tram dins de l'aigua, continuant fins a completar un trajecte circular que acabava sovint al mateix punt de sortida. El terreny, sempre molt enfangat (especialment el 1957, any en què la cursa anà precedida d'unes fortes pluges) destacava pels forts pendents de pujada i baixada, com ara el de l'ermita de Sant Sebastià. La duresa del circuit provocava nombroses avaries a les encara precàries motocicletes, i no era estrany que a causa del continuat sotragueig moltes patissin la pèrdua de components com ara el carburador, afluixats per les fortes batzegades.
Un exemple de recorregut típic seria el de l'edició de 1957: Se sortia del Castell d'en Planes i s'agafava un camí veïnal que passava pels masos de Nadal i Sant Sixt fins a trobar la carretera de Vic a Prats de Lluçanès. Des d'allà per un altre camí veïnal es passava al llarg d'uns 75 metres pel llit del riu Mèder, fins al camí que portava a la carretera de Sentfores, des d'on es tornava a travessar el Mèder i per un tram enfangat es passava pels masos de Can Talaia, La Codina, Serramestre i La Morera fins a encarar la pujada de l'ermita de Sant Sebastià. Després se seguia pels masos de La Caseta, La Vila i Sant Joan, on hi havia un dels trams més difícils del recorregut, es travessava la carretera de Prats de Lluçanès i se seguia per un camí veïnal fins a la carretera de Sant Bartomeu del Grau. passant pels masos El Bosch, El Güell, Baranera i Solé. Des d'allà s'enfilava per un vessant del turó fins al Castell d'en Planes, on hi havia també l'arribada.

## Llista de guanyadors
| Edició | Any  | Data           | Guanyador        | Motocicleta | Ref.   |
| ------ | ---- | -------------- | ---------------- | ----------- | ------ |
| I      | 1953 | 26 de desembre | Josep Maria Oñós | Montesa     | [ 1 ]  |
| II     | 1954 | 26 de desembre | ?                | ?           | [ 1 ]  |
| III    | 1955 | 26 de desembre | Oriol Puig Bultó | Montesa     | [ 17 ] |
| IV     | 1956 | 26 de desembre | ?                | ?           | [ 11 ] |
| V      | 1957 | 26 de desembre | Conrad Cadirat   | OSSA        | [ 13 ] |
| VI     | 1958 | 26 de desembre | Pere Pi          | Derbi       | [ 9 ]  |
| VII    | 1959 | 27 de desembre | Juan Elizalde    | Montesa     | [ 14 ] |